# Eurovision Song CZ 2019
La seconda edizione di Eurovision Song CZ si è tenuto il 18 gennaio 2019 e ha selezionato il rappresentante della Repubblica Ceca all'Eurovision Song Contest 2019 a Tel Aviv.
Il vincitore sono stati i Lake Malawi con Friend of a Friend.

## Organizzazione

### Format
Eurovision Song CZ è il festival musicale che dal 2018 funge da metodo di selezione nazionale per la Repubblica Ceca all'Eurovision Song Contest. La seconda edizione, come la precedente, è stata organizzata dall'emittente nazionale Česká televize (ČT).
Come è accaduto con l'edizione precedente, il vincitore viene decretato da una combinazione di voto di una giuria internazionale di dieci persone e voto online del pubblico. Il vincitore è stato annunciato in live streaming il 18 gennaio 2019.

### Giuria
La giuria internazionale per Eurovision Song CZ 2019 è stata composta da:
- Austria – Cesár Sampson (Rappresentante dell'Austria all'Eurovision Song Contest 2018)
- Danimarca – Rasmussen (Rappresentante della Danimarca all'Eurovision Song Contest 2018)
- Estonia – Elina Netšajeva (Rappresentante dell'Estonia all'Eurovision Song Contest 2018)
- Francia – Alma (Rappresentante della Francia all'Eurovision Song Contest 2017)
- Irlanda – Ryan O'Shaughnessy (Rappresentante dell'Irlanda all'Eurovision Song Contest 2018)
- Islanda – Ari Ólafsson (Rappresentante dell'Islanda all'Eurovision Song Contest 2018)
- Malta – Ira Losco (Rappresentanti di Malta all'Eurovision Song Contest 2002 e 2016)
- Norvegia – JOWST (Rappresentante della Norvegia all'Eurovision Song Contest 2017, con Aleksander Walmann)
- Svizzera – Zibbz (Rappresentanti della Svizzera all'Eurovision Song Contest 2018)
- Ungheria – AWS (Rappresentanti dell'Ungheria all'Eurovision Song Contest 2018)

## Partecipanti e risultati
ČT ha ricevuto in totale 300 proposte, 60 delle quali provenienti da musicisti cechi. L'emittente ha rivelato i nomi degli artisti partecipanti il 7 gennaio 2019, pubblicando anche i relativi brani online. I Lake Malawi hanno vinto la selezione con la loro Friend of a Friend, arrivando primi nel voto della giuria e secondi nel voto del pubblico ceco.
| Artista         | Canzone             | Autori                                                                 | Giuria | Giuria | Pubblico | Totale | Posto |
| Artista         | Canzone             | Autori                                                                 | Voti   | Punti  | Pubblico | Totale | Posto |
| --------------- | ------------------- | ---------------------------------------------------------------------- | ------ | ------ | -------- | ------ | ----- |
| Andrea Holá     | Give Me a Hint      | František Valena                                                       | 53     | 8      | 4        | 12     | 5     |
| Barbora Mochowa | True Colors         | Barbora Mochowa, Viliam Béreš, Koos Kamerling                          | 108    | 12     | 6        | 18     | 3     |
| Hana Barbara    | Poslední slova tobě | Hana Schořová, Marcus Tran                                             | 45     | 4      | 1        | 5      | 8     |
| Jackub Ondra    | Space Sushi         | Jakub Ondra, Michael Gubler, Boris Carloff, Viktor Dyk, Alasdair Bouch | 49     | 6      | 12       | 18     | 2     |
| Jara Vymer      | On My Knees         | Jaroslav Vymer, Boris Carloff                                          | 40     | 3      | 2        | 5      | 7     |
| Lake Malawi     | Friend of a Friend  | Jan Steinsdoerfer, Maciej Mikolaj Trybulec, Albert Černý               | 108    | 12     | 10       | 22     | 1     |
| Pam Rabbit      | Easy to Believe     | João Filipe de Carvalho, Pamela Koky                                   | 54     | 10     | 8        | 18     | 4     |
| Tomáš Boček     | Don't Know Why      | Tomáš Boček, Boris Carloff, Alasdair Bouch                             | 49     | 6      | 3        | 9      | 6     |